# Acanthorrhinum rivas-martinezii
Acanthorrhinum rivas-martinezii là một loài thực vật có hoa trong họ Mã đề. Loài này được Daniel Pablo de la Cruz Sánchez Mata mô tả khoa học đầu tiên năm 1988 dưới danh pháp Misopates rivas-martinezii. Cùng năm này Francisco Javier Fernández Casas chuyển nó sang chi Acanthorrhinum.
Nó đôi khi cũng được tách ra thành chi riêng với danh pháp Pseudomisopates rivas-martinezii (Sánchez Mata) Güemes, 1997, hiện tại được Plants of the World Online coi là danh pháp chính thức.

## Phân bố
Loài này có tại miền trung Tây Ban Nha (Cepeda la Mora, Ávila).